# ماکسیم مرویتسا
ماکسیم ماراویتسا (متولد ۳ می، ۱۹۷۵ در سیبنیک، جمهوری سوسیالیستی کرواسی، یوگسلاوی) پیانیستی مشهور اهل کرواسی است.

## پیشینه
ماراویتسا از سنین ۹ سالگی در کلاس‌های پیانوی Marija Sekso شرکت می‌کرد و در همان سال نیز اولین اجرای رسمی اش را انجام داد. درست سه سال بعد در اولین کنسرتش با هایدن حضور داشت. با شروع جنگ ناگهانی در سال ۱۹۹۱ هم ماراویتسا و هم استادش مصمم شدند که ماراویتسا باید یادگیری موسیقی را قطع نکند. با وجود این جنگ و آشوب، ماراویتسا در اولین مسابقه بزرگش در پایتخت کرواسی، زاگرب، در سال ۱۹۹۳ برنده مسابقه شد.
ماراویتسا به مدت ۵ سال نزد استادش ولادیمیر کارپان در زاگرب، که استادش هم شاگرد آرتور بندتی مایکلنجلی بود، آموزش دید. بعد در آموزشگاه فرانتز لیست در بوداپست مدتی را گذراند و در همان سال جایزه اول را در مسابقات بین‌المللی پیانو دریافت کرد. در سال ۲۰۰۰، به پاریس رفت تا نزد ایگور لاژکو آموزش ببیند و دوباره جایزه اول مسابقات پیانو را در سال ۲۰۰۱ از آن خود کرد.
وقتی به کرواسی برگشت، با استقبال خوب مردم روبرو شد و علاوه بر حضور در برنامه‌های مختلف تلویزیونی، مصاحبه‌های فراوانی نیز داشت. بعد مدت کوتاهی اولین آلبومش Gestures که شامل قطعه‌هایی از پیانوی معاصر کرواسی بود، ضبط کرد. Gestures به یکی از فروش‌های سریع رکوردهای کلاسیک در کرواسی تبدیل شد و ماراویتسا به مراسم تقدیم جوایز Porin، که معمولاً کمتر به هنرمندان کلاسیک افتخار این کار داده می‌شود، دعوت شد.

## علاقه جهانی
به زودی ماراویتسا توسط موسیقیدان، نویسنده و مدیر تونچی هولییچ، که چند اثر را برای گروه باند (ابهام‌زدایی) نوشته بود، به مدیر اپرا و کنسرت بریتانیایی مل بوش که دنبال پیانیست بود، معرفی شد. مل بوش هم به پتانسیل‌های ماراویتسا پی برد. گروه بریتانیایی EMI به کارهای ماراویتسا علاقه‌مند شد و آلبوم نوازنده پیانو (The Piano Player)، که در آن فرصت تازه‌ای به هندل و چاپین داده شد، در راه بود. از زمان انتشار این آلبوم در سال ۲۰۰۳، این آلبوم موفقیت زیادی مخصوصاً در آسیا داشته که از آن جمله موفقیت طلای کشورهای سنگاپور، مالزی، اندونزی، و چین و هم چنین پلاتین از تایوان و کرواسی و پلاتین مضاعف از هنگ کنگ را به خود اختصاص داد. هم چنین در چارت بین‌المللی HMV پاپ هنگ کنگ، به مدت ۱۲ هفته متوالی در صدر بود.
ماراویتسا در چندین مراسم بین‌المللی و جوایز ام تی وی نیز اجرا داشته. تصویر او و جذبه اش باعث حمایت‌هایی از سراسر دنیا از جمله American Express و کارخانجات اتومبیل‌سازی شورلت و ب‌ام‌و شد.

## همکاری
طبق سایت Boxup.com خواننده ادموند لئونگ که تحت تأثیر اجرایش از ترانه "Claudine" ماراویتسا قرار گرفته بود، از وی اجازه خواست تا لیریکی به زبان کانتنی (اهل چین) برای ترانه اضافه کنند. بعد از مدتی کوتاه در سال ۲۰۰۴، با همکاری همدیگر قطعه‌ای با نام «Xin Wang Ai» («به عشق اعتماد کن») را ساختند.

## از این ور و اون ور
- رنگ مورد علاقه ماکسیم سیاه است. به‌طوری‌که در اکثر تورهای جهانیش با لباس سیاه دیده می‌شود.
- در حال حاضر، ماکسیم ۳ پیانو و یک کیبورد الکترونیک برای ضبط در خانه دارد.
- پیانست‌های مورد علاقه‌اش Fazioli و Steinway هستند.[۹]
- اسم دخترش لی لو است. این اسم از شخصیتی در فیلم The Fifth Element گرفته شده. قطعه «Leeloo's tune» الهام گرفته از اوست.

## ویدیوهای ساخته شده
- The Gypsy Maid
- New World Concerto
- Somewhere In Time
- Nostradamus
- Kolibre
- Exodus
- Olympic Dream
- The Flight of the Bumble Bee
- Prelude in C
- Anthem
- Hungarian Rhapsody number ۲
- Child in Paradise

## دیسکوگرافی
- 1999 – Gestures
- 2003 – The Piano Player
- 2004 – Variations Part I&II
- 2005 – A New World
- 2006 – Electrik
- 2007 – Pure
- 2008 – Pure II
- 2008 – Greatest Maksim
- 2010 – Appassionata